# حارة بيت حاتم (صنعاء)
بيت حاتم هي إحدى حارات حي سدس الروض بمدينة الروضة شمال العاصمة اليمنية "صنعاء"، بلغ تعداد سكانها 182 نسمة حسب تعداد اليمن لعام 2004.